# Setembro não Tem Sentido
Setembro Não Tem Sentido é o primeiro romance do escritor brasileiro João Ubaldo Ribeiro. 
Editado em 1968, mostra cenas da vida de um grupo de intelectuais baianos durante a semana da pátria. Romance de enredo não linear, revela o humor debochado, a veia satírica e a versatilidade no domínio do idioma, que se tornaram marcas registradas do consagrado autor de Viva o Povo Brasileiro.
João Ubaldo em Setembro Não Tem Sentido faz críticas aos mais diversos setores da sociedade, aponta a semana da pátria como algo sem sentido, vazia de alternativas, e às vezes, de respeito cívico. Para ele, ela se reduz a uma comemoração no dia 7 de Setembro, ao som de tambores barulhentos que, em linhas gerais, não contribui para o entendimento da autenticidade histórica do processo de Independência do Brasil.